# Људи и богови
Људи и богови је четврти студијски албум српске хард рок групе Кербер. Албум је објављен 1988. године за издавачку кућу ПГП РТБ, а првобитно је био доступан само на касети и грамофонској плочи. Реиздање албума на компакт-диску је изашло тек 2009. године.

## Списак песама
Све текстове песама написао је Душко Арсенијевић. За компоновање музике и прављење аранжмана била је заслужна сама група Кербер.
| №               | Назив               | Трајање |  |
| 1.              | Свет се брзо окреће | 4:18    |  |
| 2.              | Од срца далеко      | 4:37    |  |
| 3.              | На раскршћу         | 4:52    |  |
| 4.              | Лаже шарене         | 4:30    |  |
| 5.              | Близнакиње          | 4:26    |  |
| 6.              | Између јаве и сна   | 4:05    |  |
| 7.              | Деда, прадеда       | 4:13    |  |
| 8.              | Кад прође све       | 3:43    |  |
| 9.              | Манифест            | 4:05    |  |
| Укупно трајање: | Укупно трајање:     | 38:49   |  |

## Музичари
| - Постава групе: - Горан Шепа — вокал - Томислав Николић — гитара - Бранислав Божиновић — клавијатуре - Зоран Жикић — бас-гитара - Драгољуб Ђуричић — бубњеви | - Гости: - Катарина Гојковић — пратећи вокали - Марина Поповић — пратећи вокали - Весна Поповић — пратећи вокали |

## Остале заслуге
- Ђорђе Петровић — продуцент
- Владимир Неговановић — тонски сниматељ
- Иван Ћулум — дизајн омота
- Гордан Шкондрић — фотографије[1]